# Lui... club-boy
Pour plus de détails, voir Fiche technique et Distribution.
Lui... club-boy (Luke's Speedy Club Life) est un film américain réalisé par Hal Roach, sorti en 1916.

## Fiche technique
- Titre : Lui... club-boy
- Titre original : Luke's Speedy Club Life
- Réalisation : Hal Roach
- Production : Hal Roach
- Pays d'origine : États-Unis
- Format : Noir et blanc - 1,33:1 - Film muet
- Genre : comédie
- Date de sortie : 1916

## Distribution
- Harold Lloyd : Lonesome Luke
- Snub Pollard : Bellhop
- Bebe Daniels : la fille
- Charles Stevenson
- Fred C. Newmeyer
- Sammy Brooks
- Harry Todd
- Bud Jamison
- Dee Lampton
- Earl Mohan